# Archaeoattacus staudingeri
Archaeoattacus staudingeri är en fjärilsart som beskrevs av Rothschild 1895. Archaeoattacus staudingeri ingår i släktet Archaeoattacus och familjen påfågelsspinnare. Inga underarter finns listade i Catalogue of Life.